# Julio Estrada
Pour les articles homonymes, voir Estrada.
Julio Estrada est un compositeur mexicain de musique contemporaine, né à Mexico le 10 avril 1943.

## Biographie
Estrada a étudié la composition au Mexique avec Julián Orbón.
En Europe, il a été élève de Nadia Boulanger, Olivier Messiaen et Jean-Étienne Marie (65-69), et a suivi des cours de Iannis Xenakis, Karlheinz Stockhausen et György Ligeti.
Professeur et chercheur invité des universités de Stanford, San Diego et New Mexico, il a également enseigné au Brésil, en Espagne, en Italie et en Allemagne. Il est membre de l'Institut d'esthétique ainsi que professeur de l'École de musique de l'université de Mexico.